# 오, 사랑
《오, 사랑》은 2005년 발매된 루시드 폴의 2집 정규 앨범이다. 수록곡 중 〈오, 사랑〉은 제3회 한국대중음악상 최우수 팝 싱글에 선정되었다.

## 곡 목록
1. 물이 되는 꿈
2. 할머니의 마음은 바다처럼 넓어라
3. 오, 사랑
4. 삼청동
5. 들꽃을 보라
6. 그건 사랑이었지
7. 이젠 더 이상 기다리지 않아도
8. 꽃
9. 보이나요?
10. 사람들은 즐겁다.
11. 몽유도원

## 참여·제작자
- 프로듀서 : 루시드 폴
- 책임 프로듀서 : 정동인(토이뮤직)
- 레코딩 : 윤정오@Air Studio(어시스트 김태열), Dream Factory Studio(어시스트 이지영), 조윤석@Pisces Studio
- 마스터링 : 석한주, 윤정오@Air Studio
- 피아노 튜닝 : 이보정
- 디자인·아트웍 : 황연주
- 가사 영역 : 김정찬

### 참여 음악가
- 김광민 : 피아노(삼청동, 그건 사랑이었지, 사람들은 즐겁다.)
- 유희열 : 피아노(들꽃을 보라, 보이나요?)
- 함춘호 : 어쿠스틱 기타(물이 되는 꿈, 삼청동, 들꽃을 보라)
- 전성식 : 콘트라베이스(물이 되는 꿈, 삼청동, 그건 사랑이었지)
- 김정열 : 일렉트릭 베이스(들꽃을 보라)
- Chris Varga : 드럼(물이 되는 꿈, 삼청동, 그건 사랑이었지)
- 이상훈 : 드럼(들꽃을 보라)
- 김지형 : 아코디언(꽃)
- 윤정오 : 에그 셰이커(보이나요?)